# Parque do Pelado

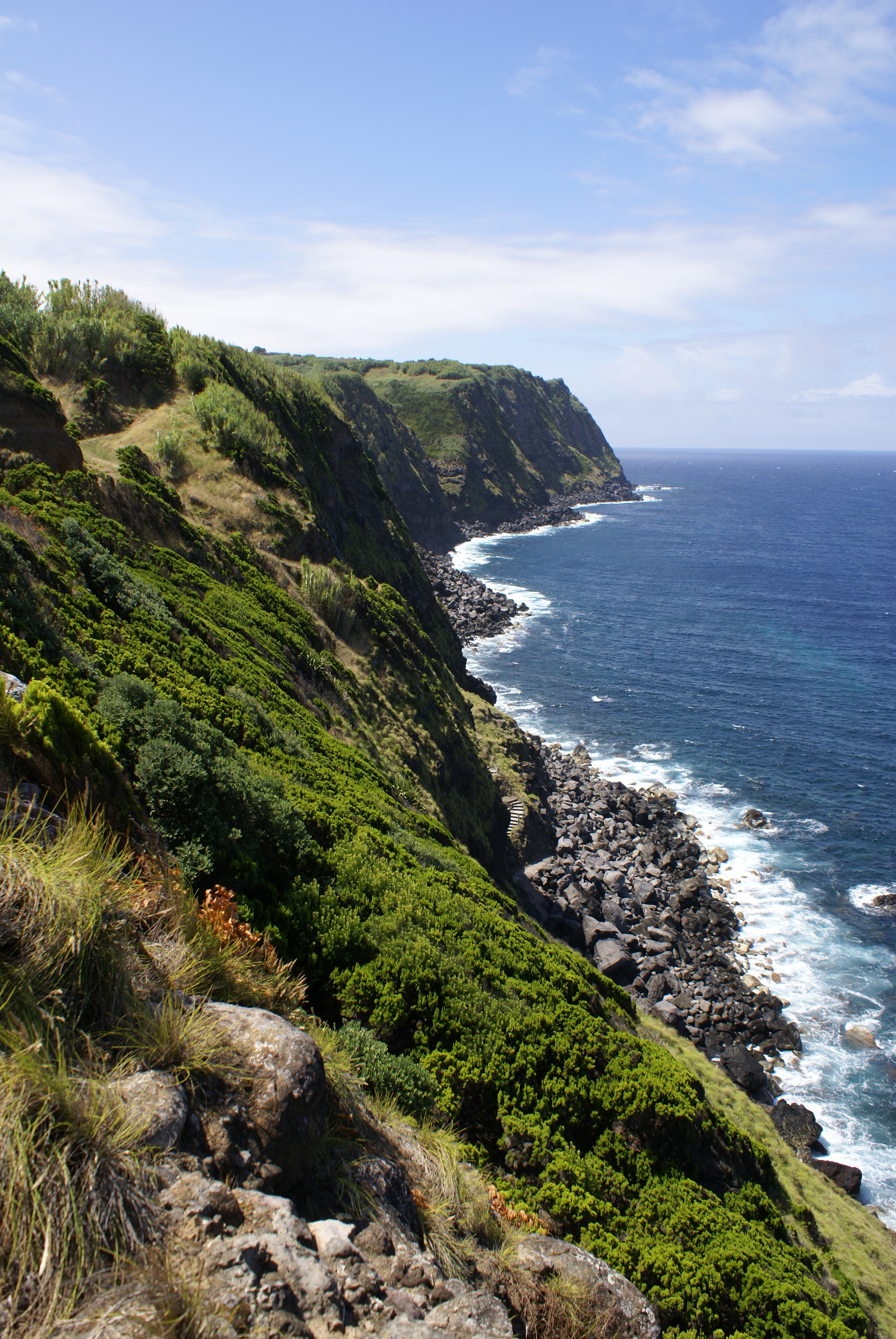
Parque do Pelado, aspecto geológico.

O Parque do Pelado é um parque localizado na Lomba da Fazenda, no concelho do Nordeste, na ilha açoriana de São Miguel.
Este parque também conhecido pelo nome de Parque Endémico da Lomba da Fazenda surge como um espaço natural destinado ao lazer e ao  recreio, tendo na sua área de abrangência um povoado natural da floresta Laurissilva típica da Macaronésia onde surgem espécies como Faia da Terra, a Bracel da rocha ou a urze.
Para além da sua vertente botânica é também de salientar o aspecto geológico dada a natureza das formações que o compõem.

## Galeria

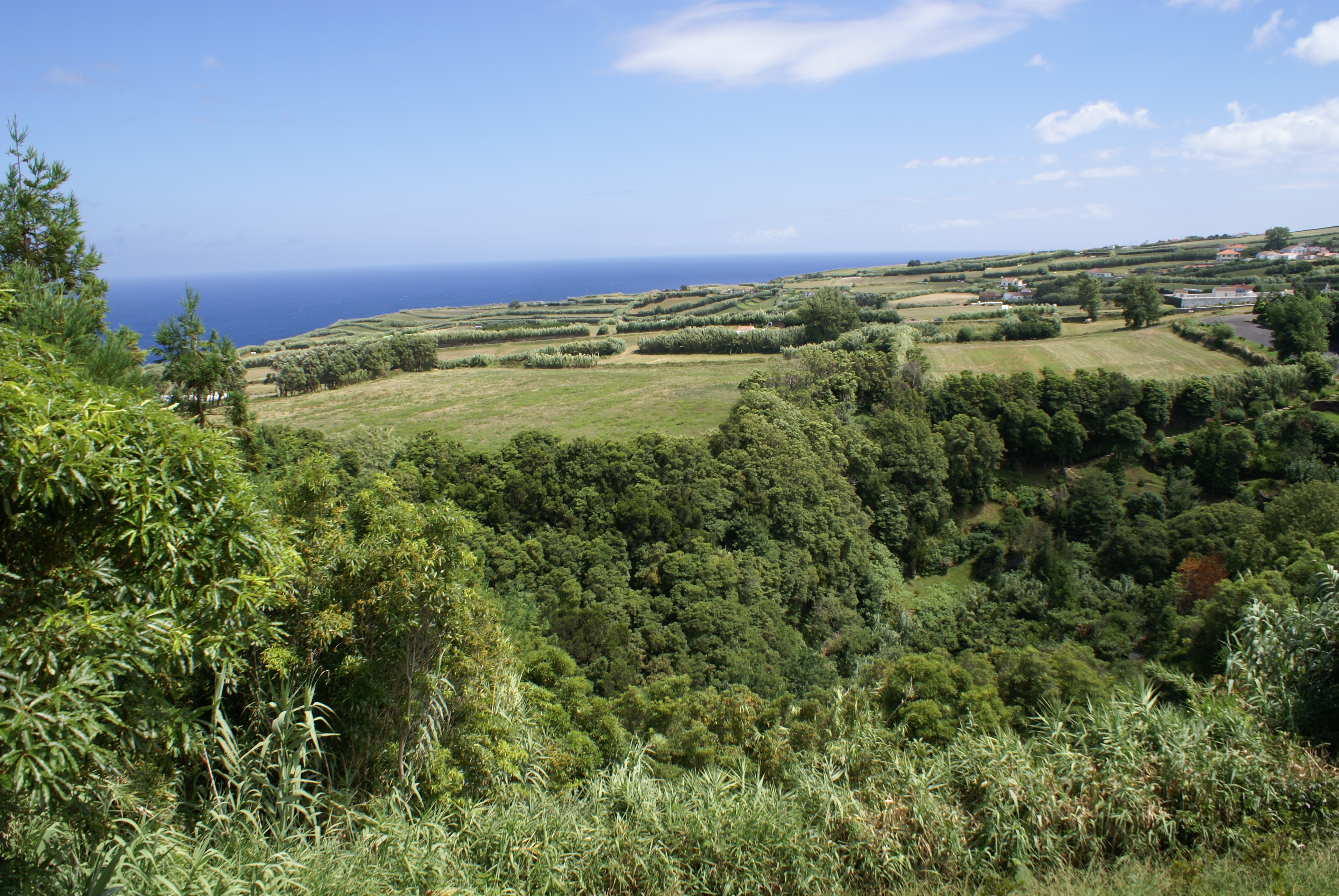